# وست اند، کوئینزلند
وست اند (به انگلیسی: West End) یک حومه شهر در استرالیا است که در کوئینزلند واقع شده‌است.